# Zoltan Merszei
Zoltan Merszei (* 30. September 1922 in Budapest; † 26. Juli 2019) war ein kanadischer Manager, der von 1976 bis 1979 CEO bei Dow Chemical war.
Merszei wurde 1922 in Ungarn geboren. 1939 floh er in die Schweiz und studierte an der ETH Zürich. Er begann seine Karriere 1949 bei Dow in Kanada. Den Großteil seiner Karriere verbrachte er in Europa – er wurde 1961 Geschäftsführer für Europa und 1965 Präsident von Dow Europe. Er war u. a. für den Bau des Dow-Werks in Stade und die Erweiterung des Werks in Terneuzen verantwortlich.
Im Mai 1976 wurde Merszei zum CEO von Dow ernannt. 1978 wurde er wegen seines Führungsstils vom Board of Directors vorzeitig abberufen, sein Nachfolger wurde Paul F. Oreffice. Anschließend war er von 1979 bis 1980 Präsident und bis 1986 Vice Chairman bei Occidental Petroleum.
Sein Sohn Geoffery Merszei war ebenfalls für Dow Chemical tätig.